# Merzligen
Merzligen (gsw. Meerzlige) – gmina (niem. Einwohnergemeinde) w Szwajcarii, w kantonie Berno, w regionie administracyjnym Seeland, w okręgu Seeland. 

## Demografia
W Merzligen mieszka 389 osób. W 2020 roku 3,9% populacji gminy stanowiły osoby urodzone poza Szwajcarią.

## Transport
Przez teren gminy przebiega droga główna nr 235.